# Augusta Christie-Linde

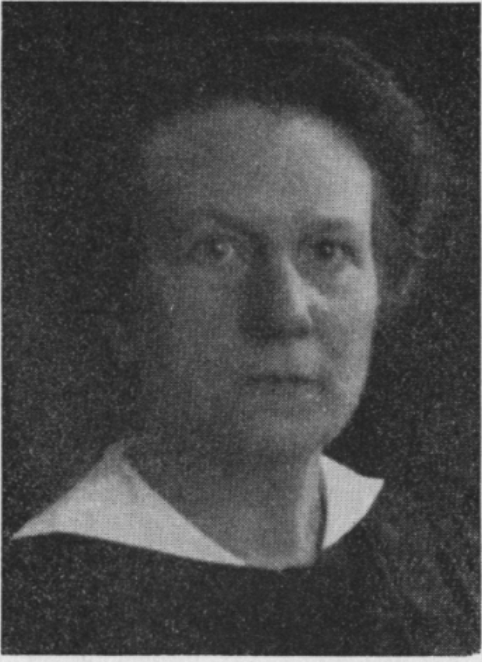
Augusta María Christie-Linde (1930)

Augusta Maria Christie-Linde, de soltera Ärnbåack-Andersson (1870-1953), fue una zoóloga, conservadora de museo y educadora sueca. Miembro activo de la comunidad de investigación zoológica del Colegio de Estocolmo desde principios del siglo XX, fue la primera mujer nombrada para un puesto docente allí y obtuvo un doctorado en 1908. Se convirtió en especialista en fauna marina, especialmente en ascidias, y fue reconocida como una de las principales expertas en la materia. Sus numerosos artículos científicos se publicaron en alemán e inglés, así como en lenguas escandinavas. De 1916 a 1940, Christie-Linde estableció una estrecha relación con la sección de invertebrados del Museo Sueco de Historia Natural, donde pasó breves periodos como conservadora.   

## Primeros años, familia y educación.
Nacida en la granja de sus padres cerca de Vingåker, condado de Södermanland, en el sureste de Suecia, August Marie Ärnbäck-Andersson era hija del granjero Anders Andersson y su esposa Augusta de soltera Larsson.  En 1898 se casó con el abogado Edvart Eilart Christie-Linde con quien tuvo un hijo, Anders Christie. Después de obtener su certificado de finalización de estudios en Örebro en 1888, estudió en la Universidad de Uppsala, donde se graduó en enero de 1892. Más tarde estudió en el Stockholm College con Wilhelm Leche, donde obtuvo un doctorado en zoología en 1909. 

## Carrera
Christie-Linde enseñó por primera vez en varias escuelas de Estocolmo (1892-1894). Luego se convirtió en profesora asistente en el departamento de zoología del Colegio de Estocolmo de 1896 a 1901.  Como la primera mujer en ocupar ese puesto, atrajo considerable atención, incluidas reacciones negativas de algunos de sus colegas masculinos. 
Mientras realizaba sus estudios, Christie-Linde publicó a partir de 1900 artículos científicos con el nombre de Ärnbåack-Christie-Linde, inicialmente sobre la anatomía de los mamelucos, pero pronto sobre su creciente interés por la vida marina, en particular los tunicados . Como resultado, fue reconocida como una de las principales expertas en ascidias nórdicas, árticas y antárticas, entre ellas las de Suecia. De 1916 a 1940, Christie-Linde pasó a formar parte del Museo Sueco de Historia Natural, trabajando de vez en cuando en la sección de invertebrados del museo y actuando ocasionalmente como curadora. El estipendio que recibió en 1917 le permitió viajar al extranjero y establecer contactos internacionales. Augusta Christie-Linde murió el 20 de septiembre de 1953 y fue enterrada en el cementerio norte de Solna . 